# Scuola Grande di San Rocco

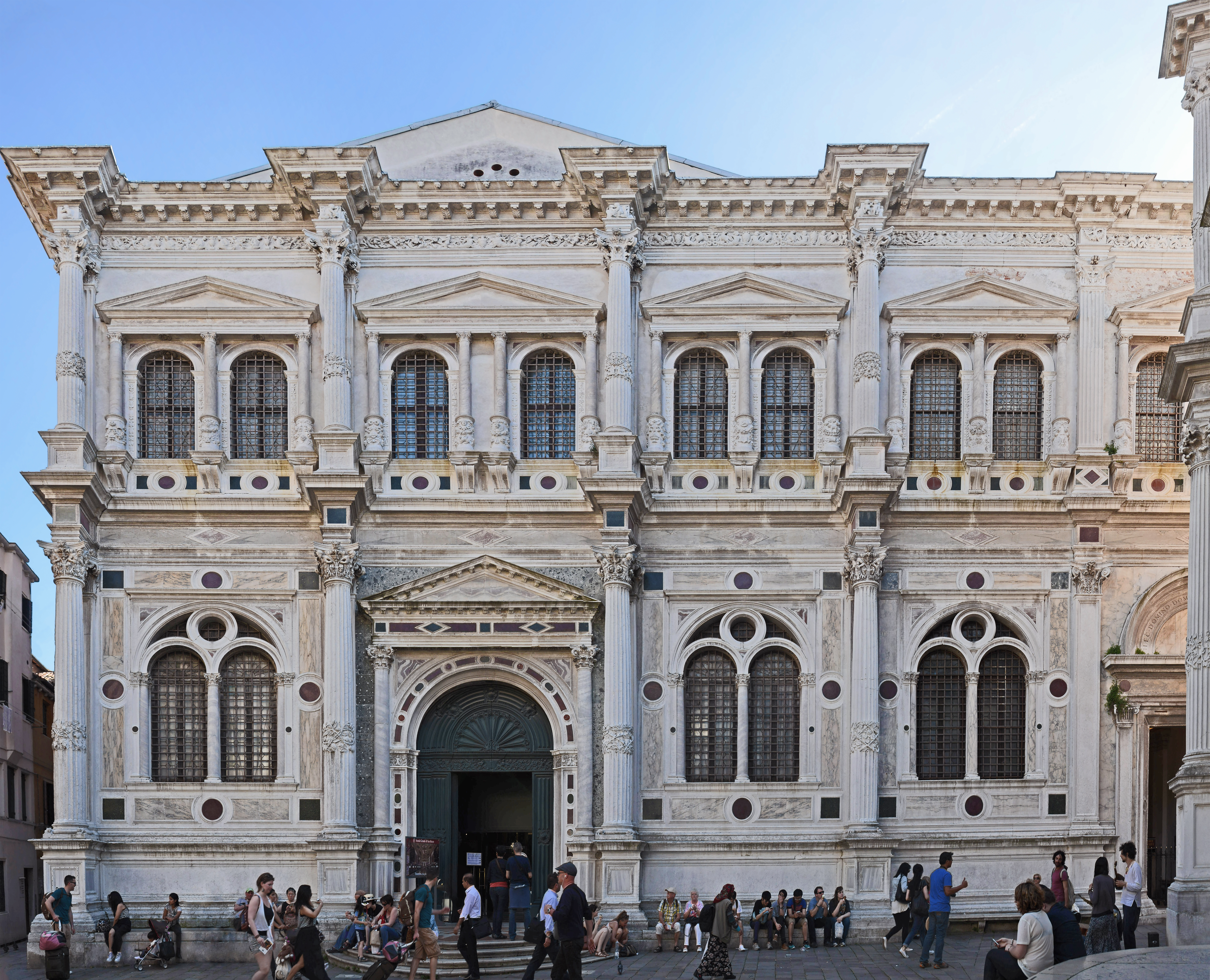
Scuola Grande di San Rocco, 2015

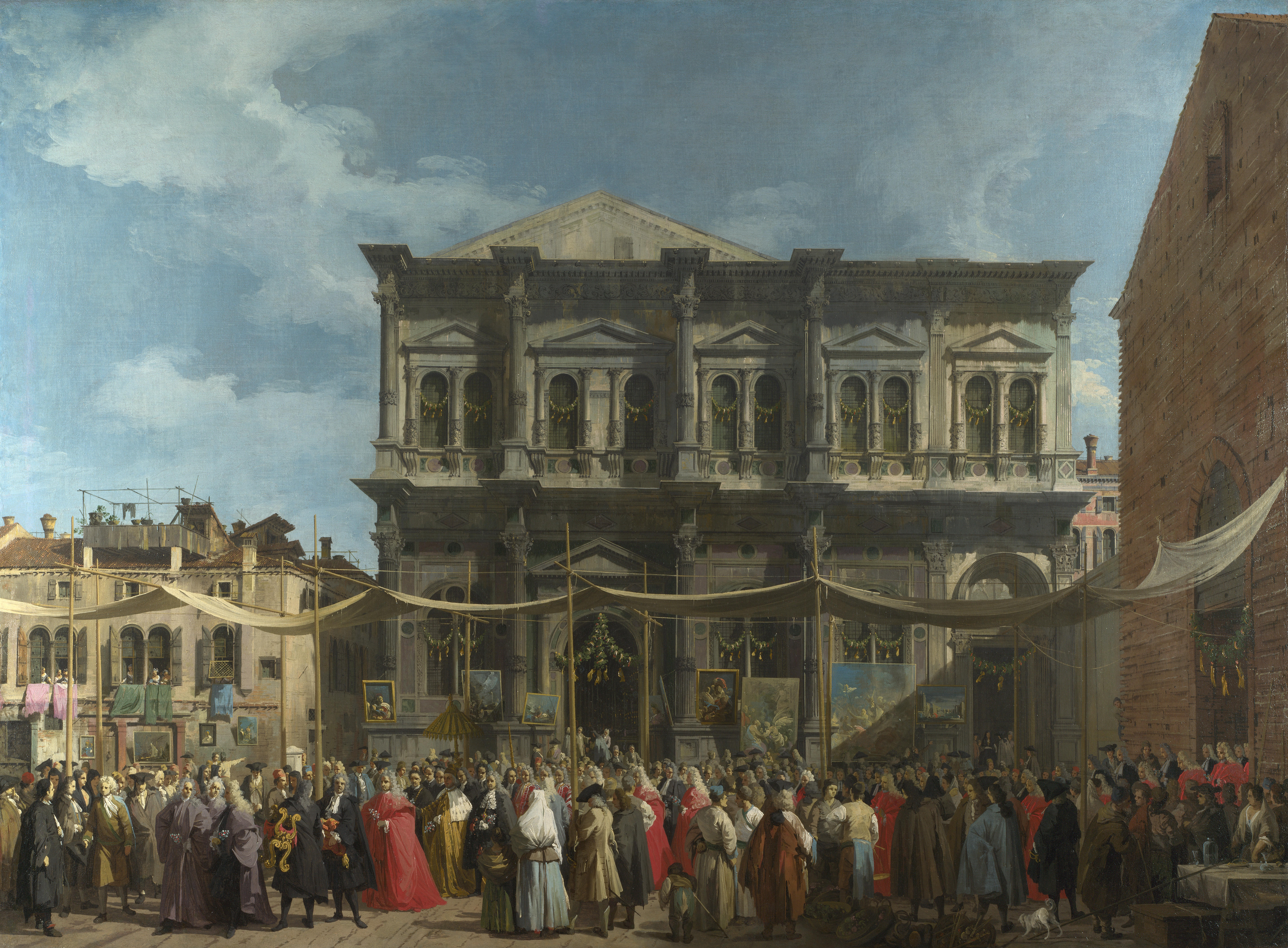
Giovanni Antonio Canal: Fest auf dem Campo San Rocco

Die Scuola Grande di San Rocco ist die besterhaltene der sechs großen Scuole (wörtlich „Schulen“, gemeint sind die Bruderschaften, die sie tragen) Venedigs und befindet sich im Stadtteil (Sestiere) San Polo schräg gegenüber der Kirche San Rocco, hinter der Apsis von Santa Maria Gloriosa dei Frari. Als reichste der venezianischen Bruderschaften ist sie berühmt für ihre umfangreiche und wertvolle Ausstattung eines zwischen 1564 und 1588 entstandenen aus über 60 Gemälden bestehenden großformatigen Bilderzyklus von Jacopo Tintoretto, die zu seinen größten Meisterwerken zählen. Die Bilder dienten den Mitbrüdern als Katechese, seit 1565 war Tintoretto selbst Mitglied der Bruderschaft.

## Geschichte
Ab dem 13. Jahrhundert entstanden in Venedig wohltätige Bruderschaften, deren größte, die Scuole grandi, palastartige Zunftgebäude zur Repräsentation und als soziale Einrichtungen errichteten.
Die Scuola wurde nach der Pest von 1478 aus zwei Laienbruderschaften gegründet und nach dem heiligen Rochus von Montpellier benannt, der sich der Pflege der Kranken und Pestkranken verschrieb und selbst von der Pest geheilt wurde. Die Bruderschaft des heiligen Rochus von Montpellier hatte ihren ersten Sitz zuerst in der Kirche San Zulian, später in Santa Maria Gloriosa dei Frari und wurde 1478 zur Ausübung der Krankenpflege offiziell anerkannt. 1485 gelangten die Reliquien des Heiligen Rochus, der in Montpellier begraben war, aus Südfrankreich in den Besitz der Bruderschaft.
Im 15. Jahrhundert wurde die Bruderschaft aufgrund der Reliquien die wohlhabendste Venedigs. Nach langem Hin und Her erhielt die Scuola von den Franziskanern der Frari-Kirche ein hinter deren Kloster gelegenes Grundstück und verlegte die Scuola an den heutigen Standort. 1489 errichtete die Scuola zunächst ein kleines bescheidenes Gebäude. Diese alte Scuola (Scoletta) liegt versteckt zwischen der Scuola Grande, der Kirche San Rocco und dem Chor von Santa Maria Gloriosa dei Frari am Campo di San Rocco, der von diesen Gebäuden begrenzt wird. Die Banca della Scuola beschloss den Bau eines würdigen Sitzes und dank des Wohlstandes der Bruderschaft wurde beschlossen, die Räume der Scuola angemessen auszuschmücken.
1489 wurde der Grundstein für die Kirche San Rocco gelegt. 1517 wurde der Bau des neuen Bruderschaftshauses unter Bartolomeo Bon II, Prokurator von San Marco, begonnen. Ihm folgte 1524 Sante Lombardo, Sohn Tullio Lombardos, als Bauleiter. Von 1527 bis zu seinem Tod übernahm Antonio Abbondi, genannt Scarpagnino, die Bauleitung und errichtete das Treppenhaus. 1550 erhielt Gian Giacomo de’ Grigi den Auftrag, die Fassade aufwendig zu gestalten, um mit der im Bau befindlichen Scuola Grande della Misericordia konkurrieren zu können. Die Fassaden beider Gebäude wurden zwischen 1765 und 1771 ein weiteres Mal von Bernardino Maccaruzzi umgestaltet.
Die Scuola grande di San Rocco entging nach inständigem Bitten der Bürger als einzige der von Napoleon angeordneten Auflösung aller Scuole. Sie hatte Ende des 18. Jahrhunderts ca. 350 Kapitularordensbrüder und ein Jahreseinkommen von ca. 60.000 Dukaten. Ihr Kapital, das zu dieser Zeit einen Wert von weit über einer Million Dukaten umfasste, war 1797 – wie alle anderen Venezianischen Kapitalien – von den Franzosen geraubt worden.

## Fassade
Die Fassade ist mit kräftigen Säulen, Pilastern und Gesimsen strukturiert. Im unteren Teil befinden sich so genannte „Codussi-Fenster“ und im oberen eine lange Reihe von Zwillingsfenstern mit Dreiecksgiebeln. Die auch vom Palazzo Vendramin-Calerghi bekannten nach dem Architekten Mauro Codussi benannten Fenster zeigen die typisch venezianische Verbindung zwischen der traditionellen Rundbogenform und dem Renaissance-Ideal der rechteckigen Fensterumrahmung.

## Die Säle derScuola

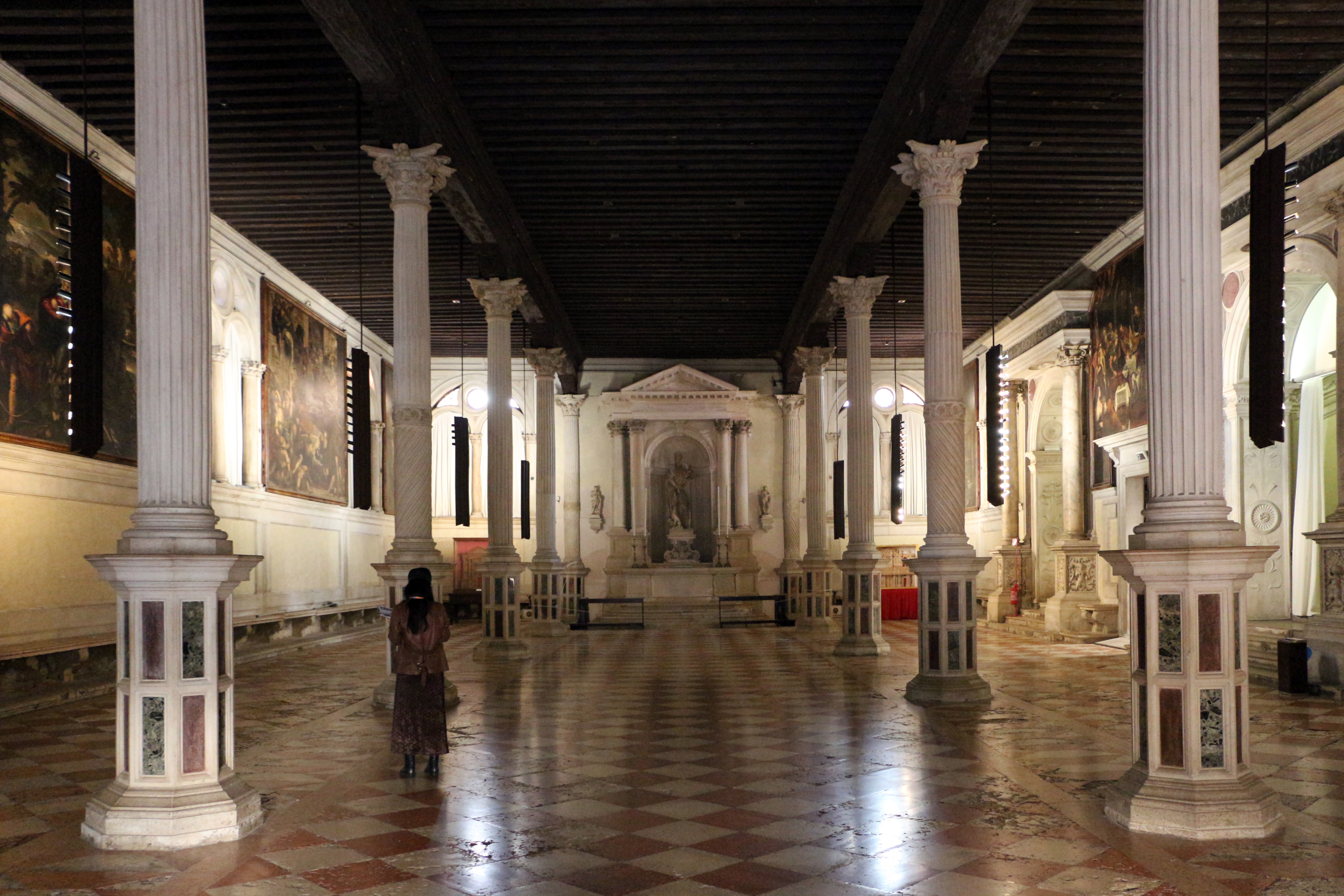
La Sala Terrena

Die Scuola Grande di San Rocco besitzt zwei Stockwerke, die durch ein zwischen 1544 und 1546 von Scarpagnino errichtetes prächtiges Treppenhaus mit dreirampiger Treppe miteinander verbunden sind. Das erste der beiden Stockwerke besteht ausschließlich aus der Sala Terrena. Das zweite Stockwerk unterteilt sich in die große Sala Capitolare und in die kleinere Sala dell’Albergo.

### Sala Terrena
Der große durch zwei Säulenreihen unterteilte dreischiffige Saal im Erdgeschoss umfasst 700 Quadratmeter und diente sowohl als Eingangshalle als auch liturgischen Zwecken, mit seinem Altar mit der von Girolamo Campagna Anfang des 17. Jahrhunderts geschaffenen Statue des heiligen Rochus.
Die Bilder Jacopo Tintorettos in diesem Saal haben Szenen aus dem Leben Marias und der Kindheit Jesu zum Gegenstand:
- Verkündigung
- Anbetung der Könige
- Flucht nach Ägypten
- Massaker der unschuldigen Kinder
- Hl. Maria Magdalena
- Hl. Maria von Ägypten
- Beschneidung
- Mariae Himmelfahrt

Gemälde Tintorettos in der Sala Terrena
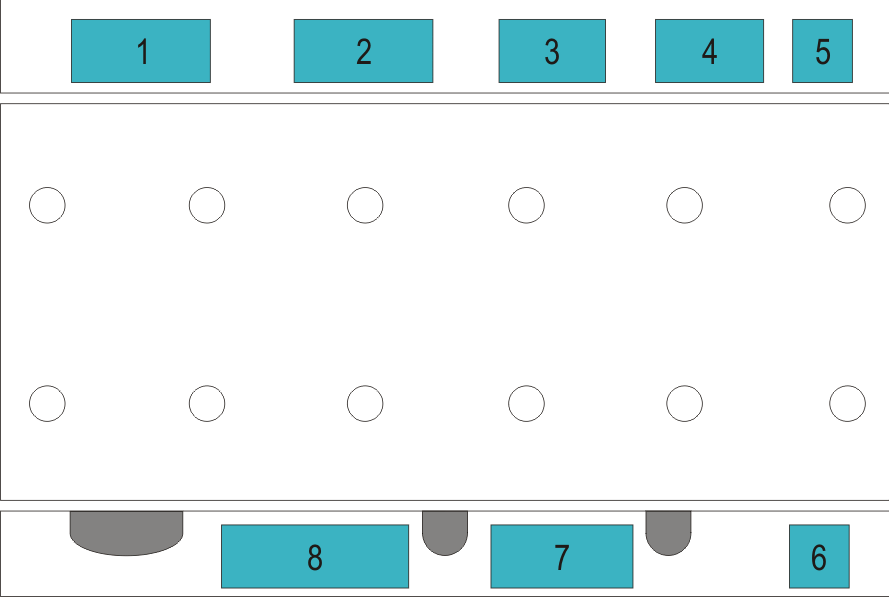
Plan
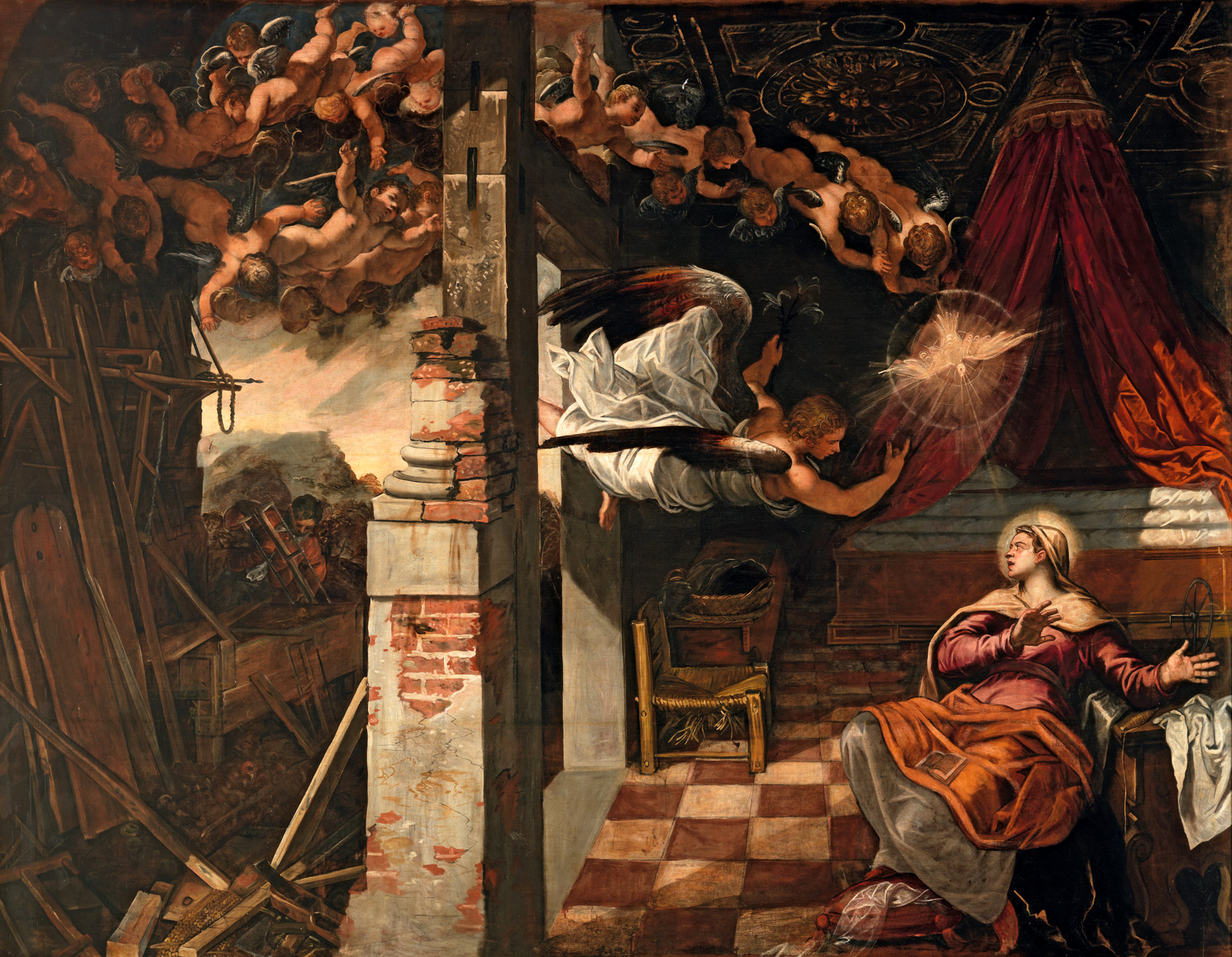
Verkündigung
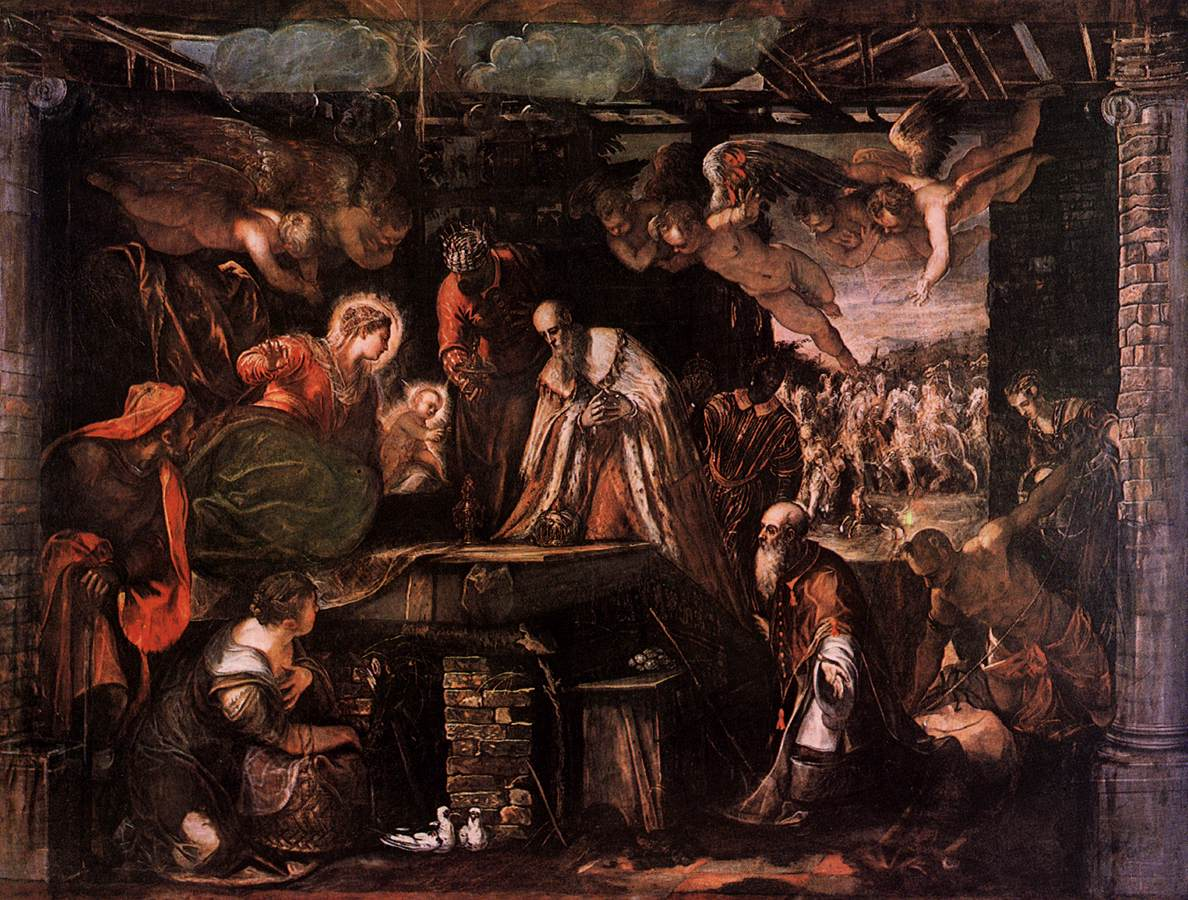
Anbetung der Könige
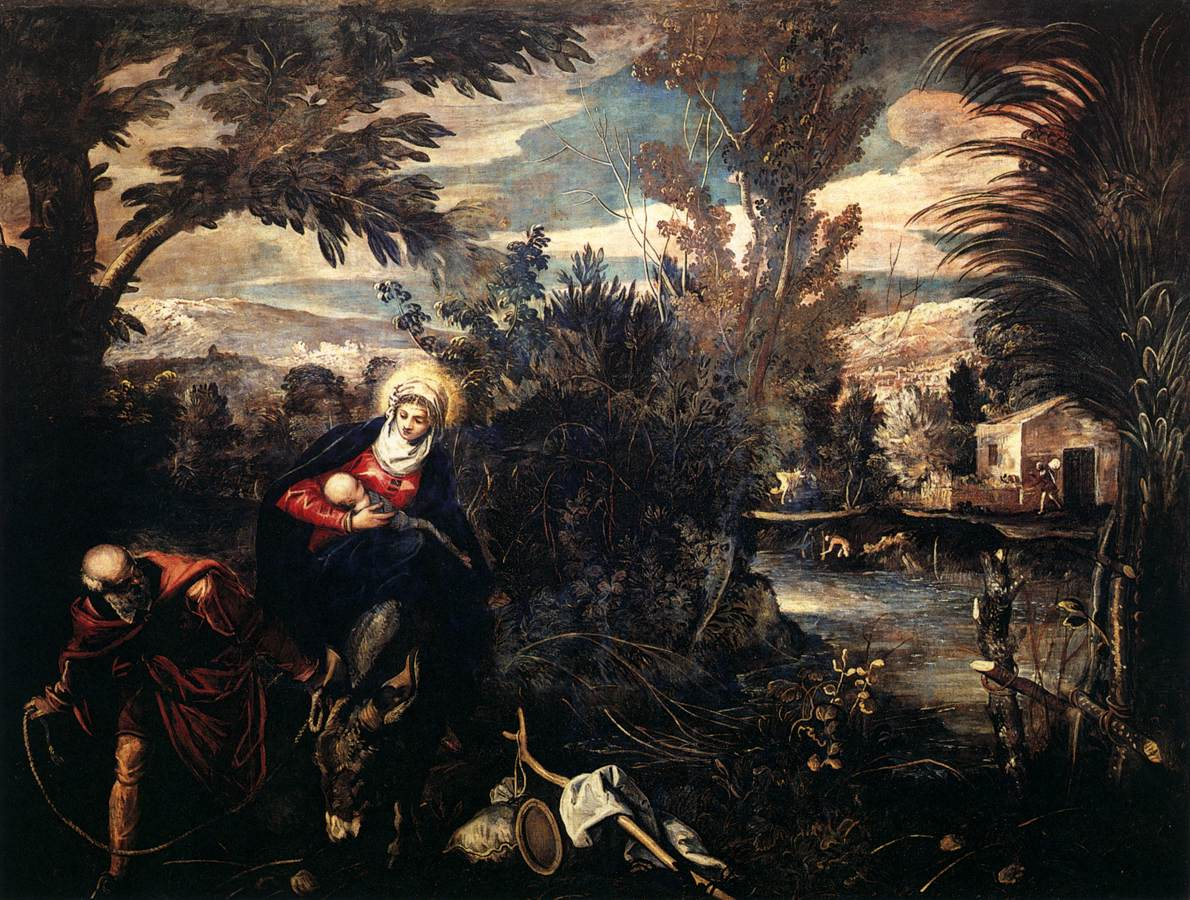
Flucht nach Ägypten
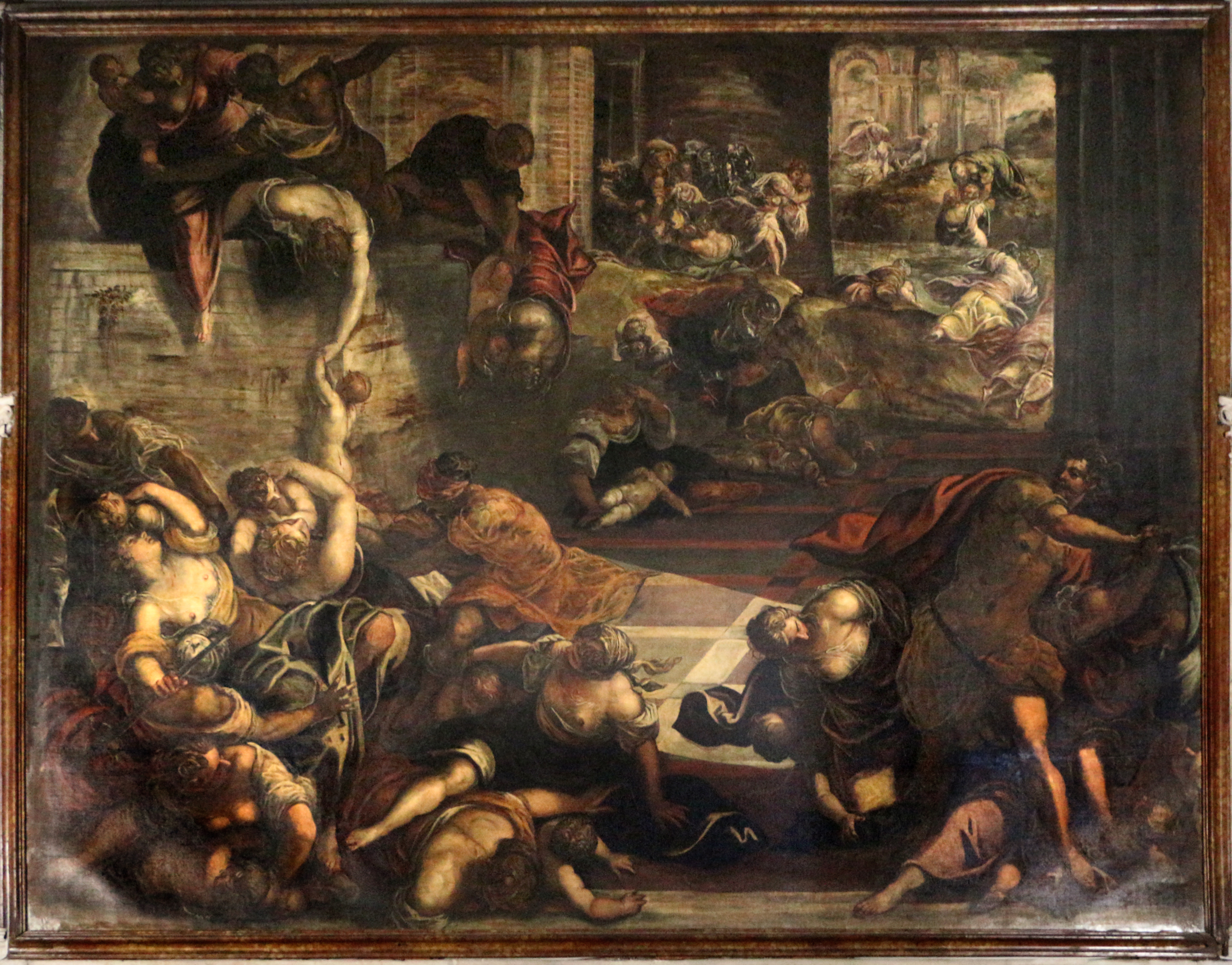
Massaker der unschuldigen Kinder
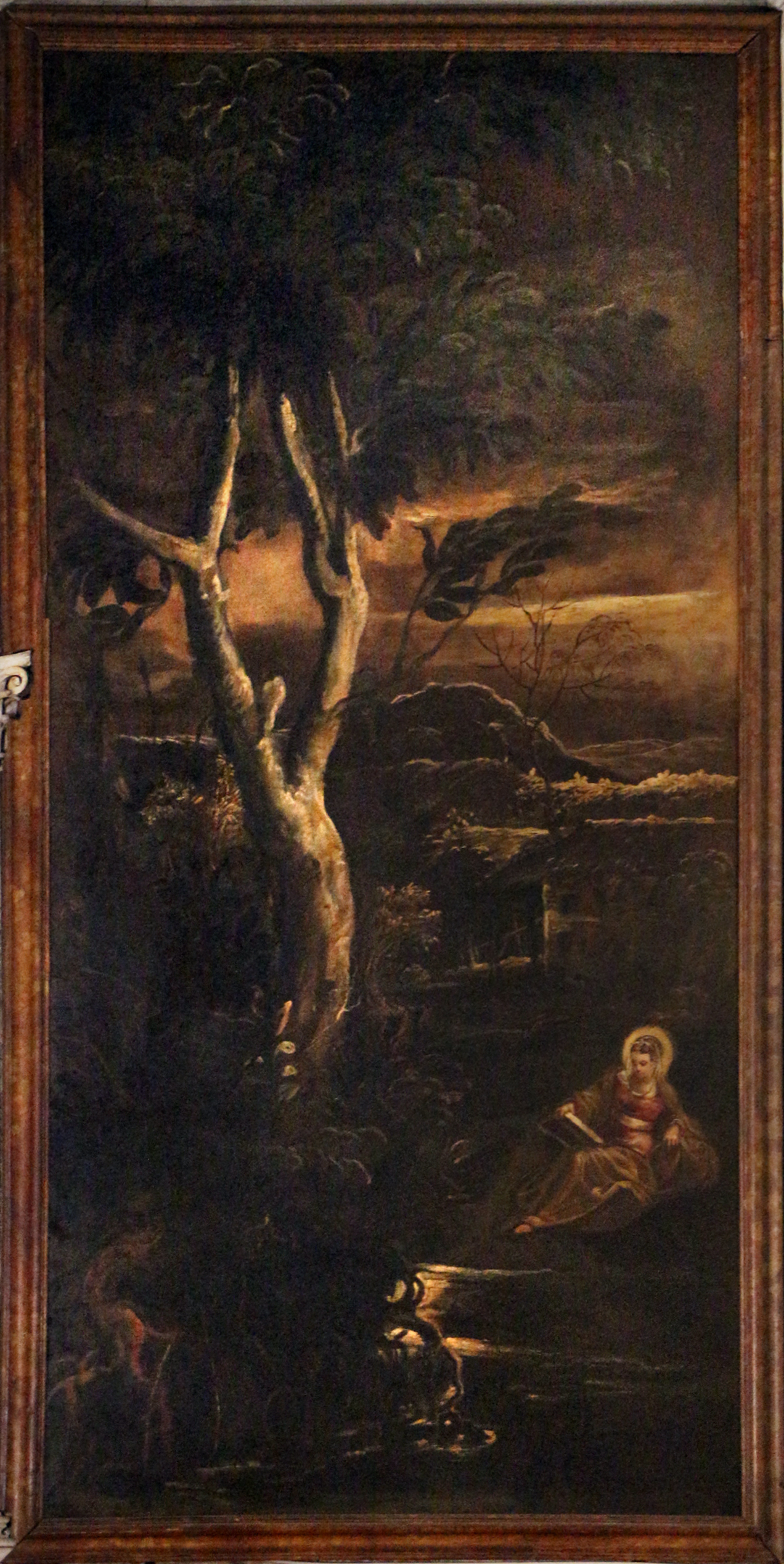
Hl. Maria Magdalena
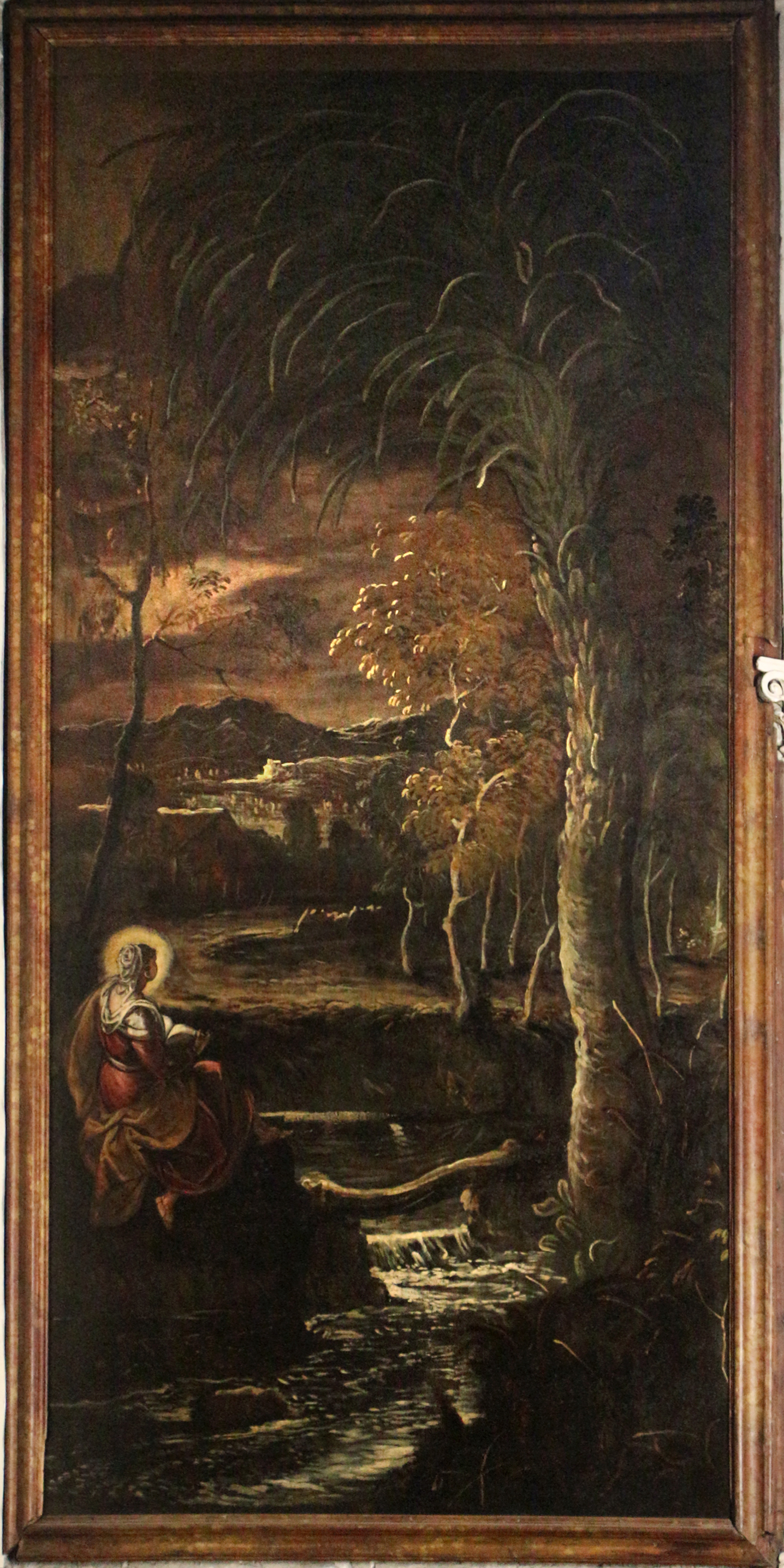
Hl. Maria von Ägypten
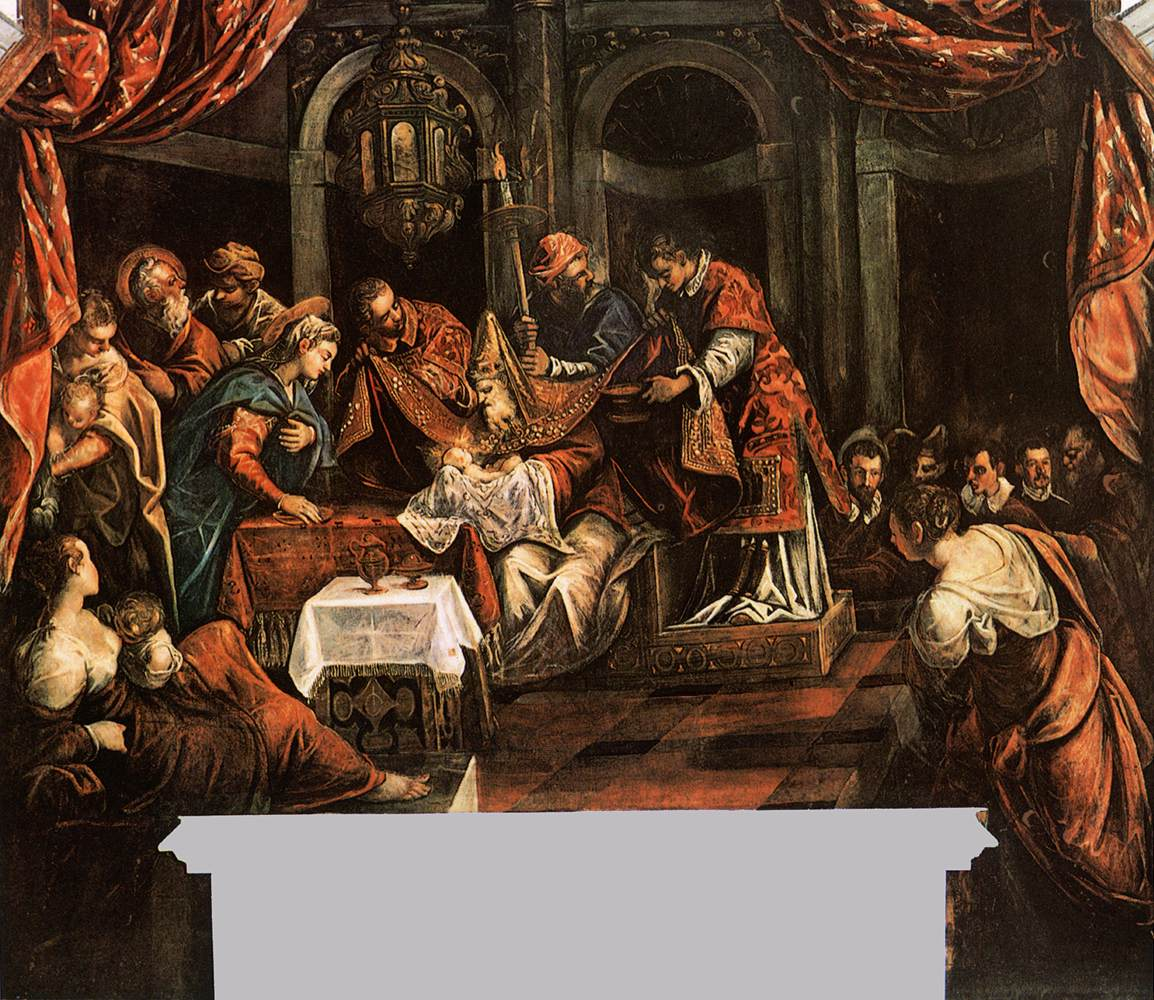
Beschneidung
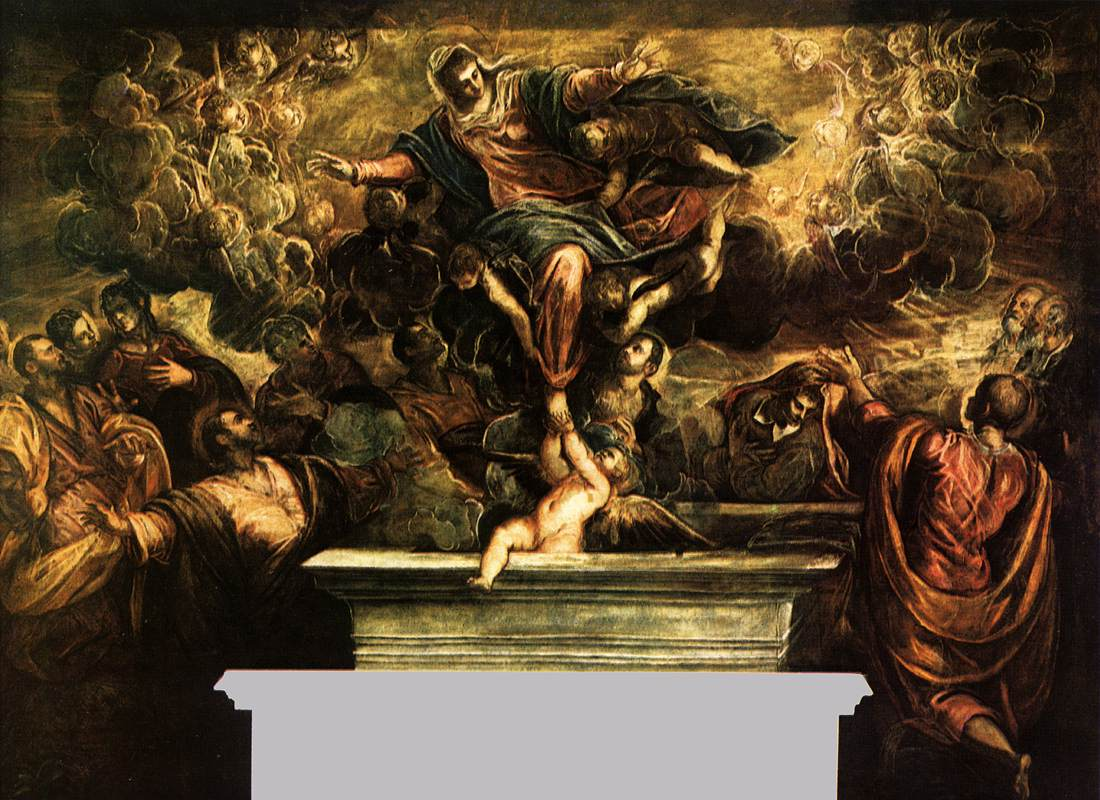
Mariae Himmelfahrt

Ebenfalls befindet sich hier eine Statue des Hl. Rochus von Girolamo Campagna.

### Sala Capitolare

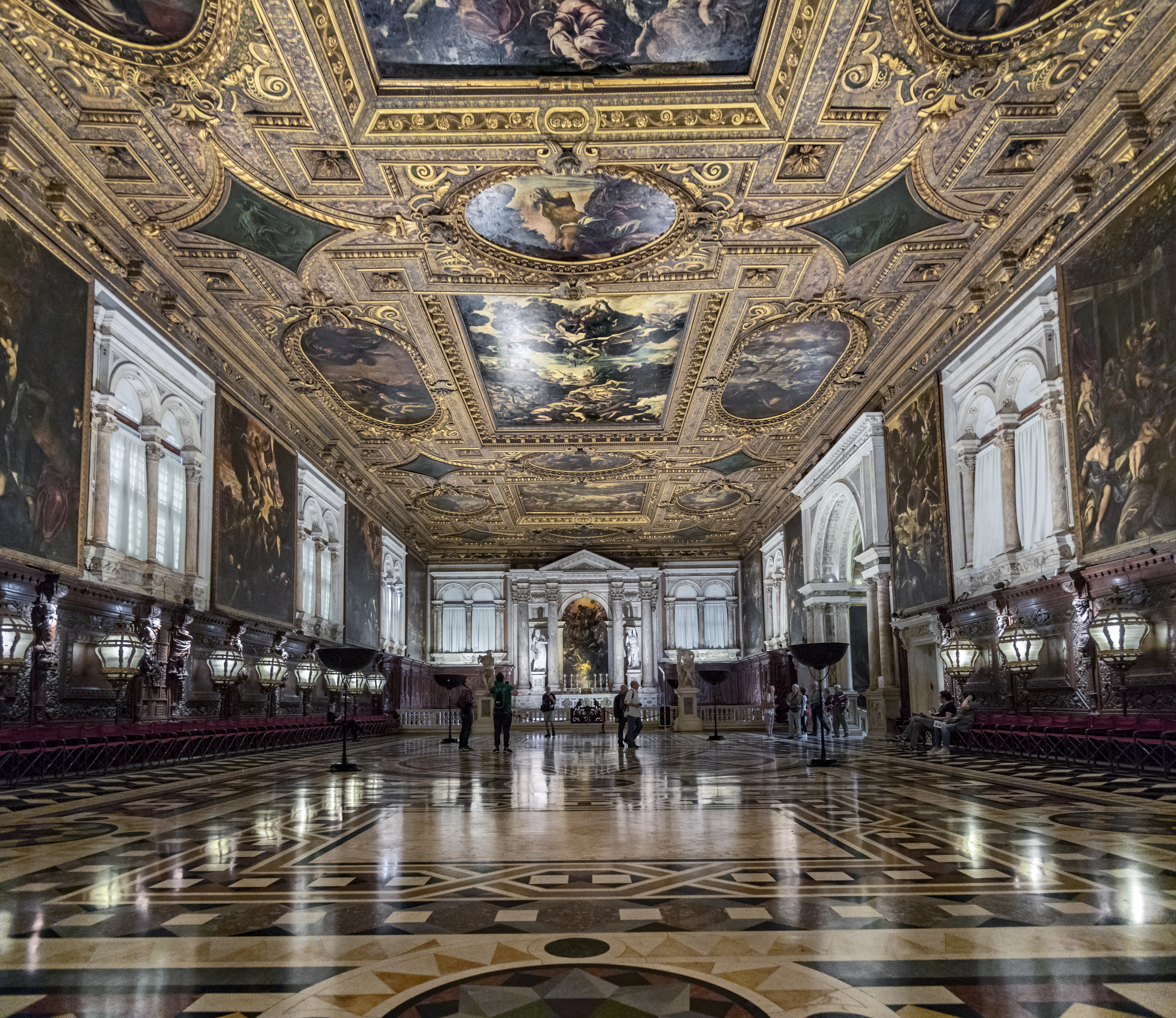
La Sala Capitolare

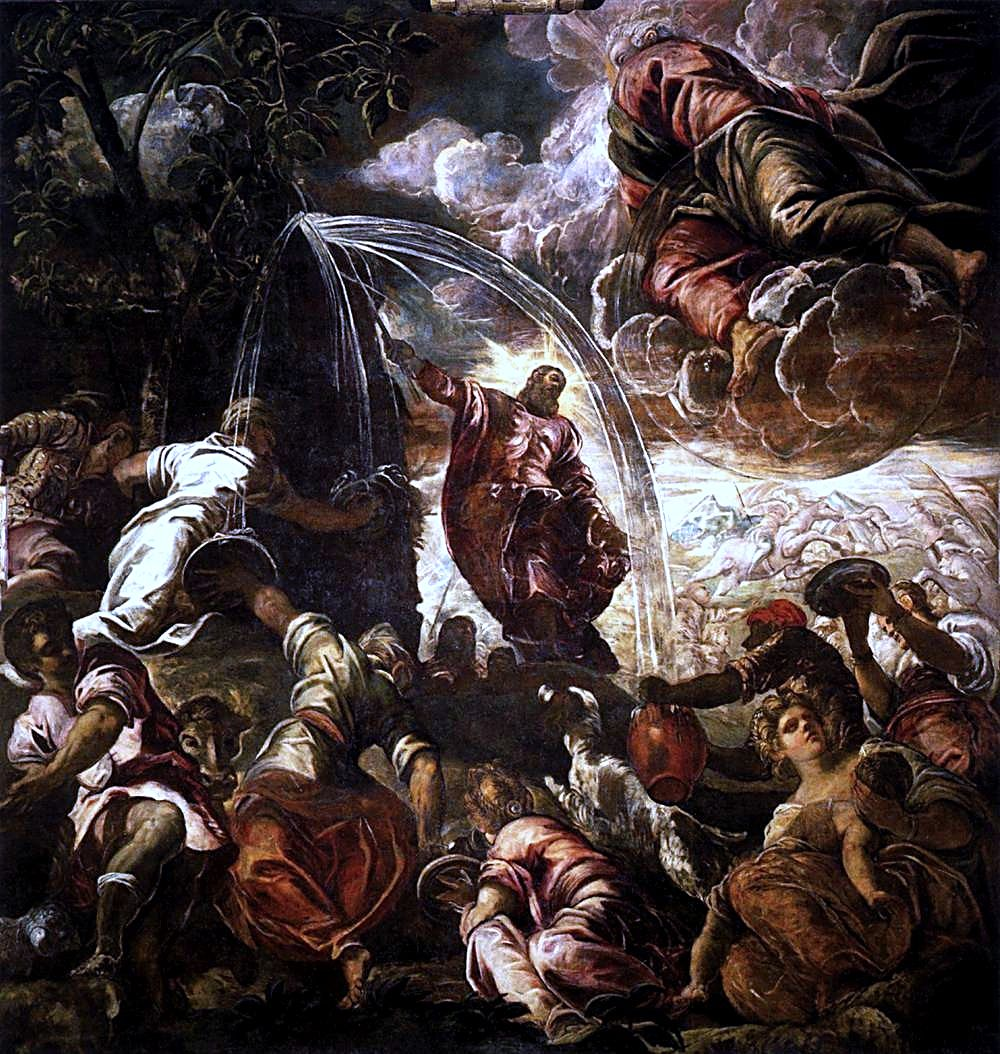
Wasserwunder in der Wüste, Jacopo Tintoretto

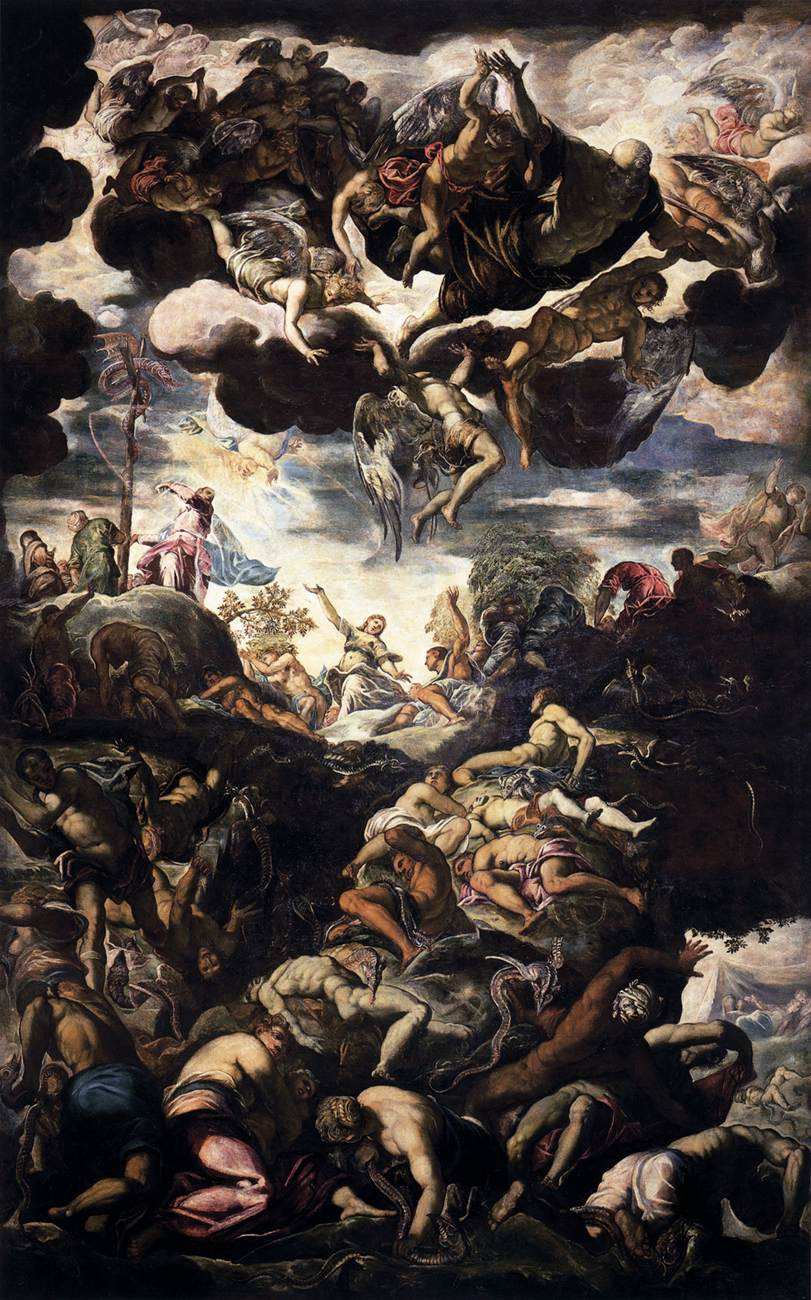
Errichtung der Ehernen Schlange, Jacopo Tintoretto

Die Sala Capitolare (Plenarsaal) oder auch Sala Superiore ist der größte der beiden Säle des ersten Stockwerks der Scuola Grande di San Rocco in Venedig.

#### Geschichte der Ausstattung
Ursprünglich war die Sala Superiore mit Wandteppichen ausgestattet, die normalerweise zum Namensfest des Schutzpatrons ausgeliehen wurden, welche die Scuola Grande di San Rocco jedoch am 24. August 1542 „zur Zierde der Sala“" gekauft hatte. Doch stellte man schon 1559 fest, dass der Saal einer anderen Ausschmückung bedürfe.
Erst am 6. Mai 1575 beschloss man die Dekoration der Decke in Auftrag zu geben. 

Am 2. Juli 1575 bot Jacopo Tintoretto die kostenlose Ausführung des zentralen Deckengemäldes die Errichtung der Ehernen Schlange und Abschluss der Arbeit bis zum 16. August 1576, dem Namensfest des Hl. Rochus an. Am 13. Januar 1577 nahm die Scuola sein Angebot an, die beiden anderen zentralen Deckengemälde nur gegen Erstattung der Materialkosten fertigzustellen und seinen Lohn je nach Wertschätzung seiner Arbeiten in das Belieben der Scuola zu stellen. Am 25. März 1577 vor Abschluss der Arbeiten erweiterte Tintoretto sein Angebot hinsichtlich der Fertigstellung der gesamten Decke, was ebenfalls akzeptiert wurde. Ende des Jahres erklärte Tintoretto, er wäre bereit sich fortan bis zum Ende seines Lebens ganz der Ausschmückung der Scuola zu widmen und 10 Bilder, das Altarbild für die Sala superiore, und Bilder für die Decke der Kirche San Rocco auszuführen. Weiter versprach er, jedes Jahr zum Namensfest des Hl. Rochus drei große Leinwandbilder abzuliefern. Die Kosten für die Farben wollte er selbst übernehmen, sofern man ihm eine Leibrente von jährlich 100 Dukaten aussetzte, für den Fall, dass ihn nach Fertigstellung der Sala superiore eine Krankheit befiele. Diesen Vorschlag akzeptierte die Scuola und bestimmte eine dreiköpfige Kommission, um über Jacopo Tintorettos Werke zu befinden. Die Vereinbarungen wurde eingehalten und die Ausschmückung der Sala Superiore im Sommer 1581 vollendet.

#### Innenausstattung
Der Raum ist mit einem dreiteiligen Altar ausgestattet, das Altarblatt stammt von Tintoretto. Der Altarraum wird von einer Balustrade mit Bronzegittern aus der Mitte des 18. Jahrhunderts abgegrenzt.
Vor der Balustrade stehen auf Staffeleien zwei frühe Werke von Giovanni Battista Tiepolo: Hagar in der Einsamkeit, vom Engel getröstet und Abraham und die Engel.sowie das Bild Kreuztragender Christus, das entweder Tizian oder Giorgione zugeschrieben wird. Sie ist mit 24 Reliefs mit Szenen aus dem Leben des Heiligen Rochus von Montpellier ausgestattet.

##### Wände und Decke
Zunächst wurden die Bilder an der Decke – drei Hauptbilder und zehn ovale Begleitbilder –, die in die geschnitzte und vergoldete Kassettendecke eingespannt sind, fertiggestellt. Das Bildprogramm entstammt dem Alten Testaments. Erzählt werden in den drei großen Bildern Ereignisse aus der Mosesgeschichte: das Wasserwunder in der Wüste, die Errichtung der Ehernen Schlange als Praefiguration der Kreuzigung Christi und der Mannaregen. Auch die kleineren Begleitbilder zeigen Ereignisse aus dem Alten Testament, die alle als alttestamentliche Parallelen zu Leben und Tod Jesu gelesen werden können. Die Bilder an den Wänden zeigen Ereignisse aus dem Leben Jesu, darunter die Anbetung der Hirten, die Taufe Jesu, die Auferstehung Christi, sowie das Gebet am Ölberg.
Wie die Sala dell’Albergo wird auch die Sala Superiore von einer prächtigen, vergoldeten Holzkassettendecke überspannt, deren Gemälde von Jacopo Tintoretto ausgeführt sind.

### Sala dell’Albergo

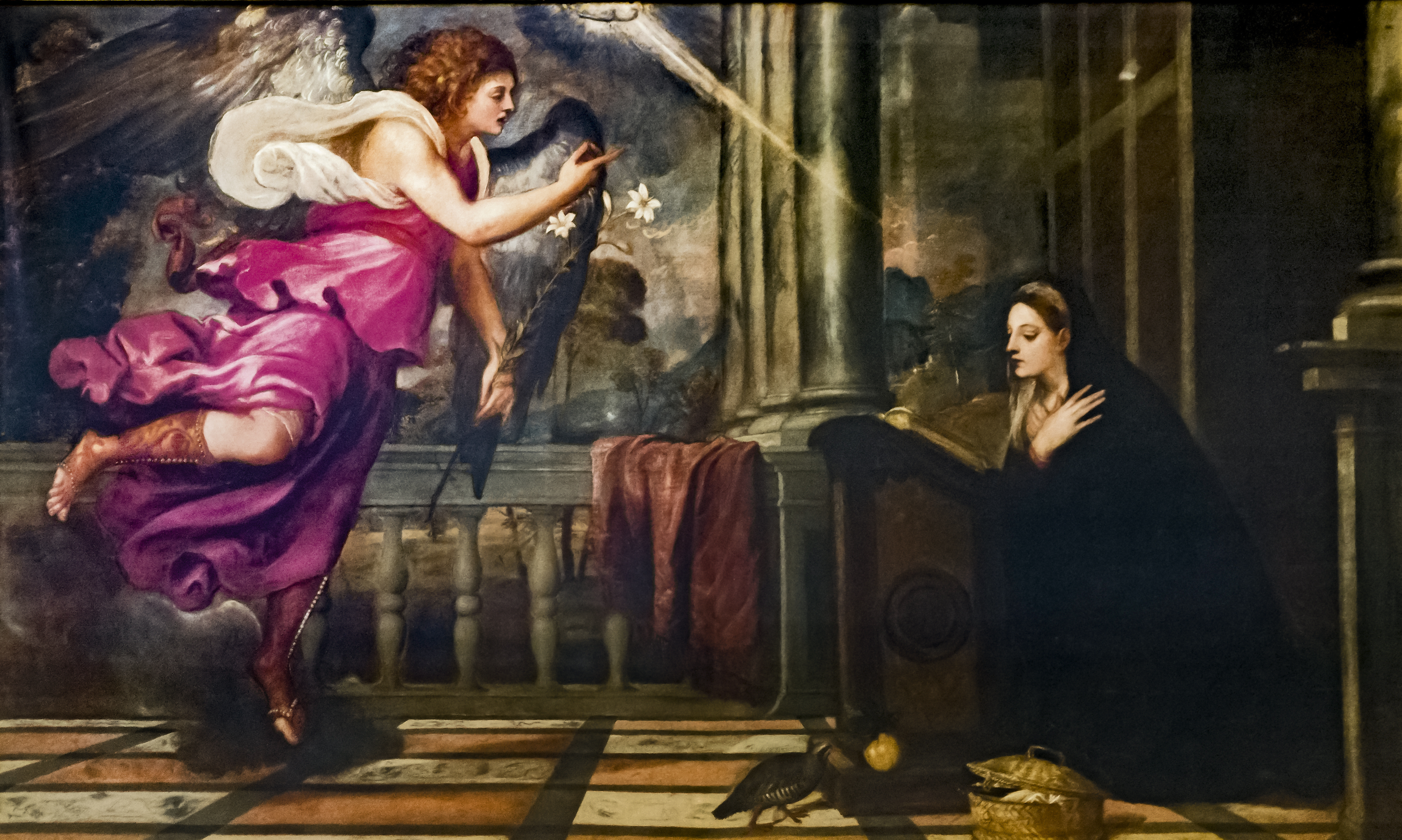
Tizian, Verkündigung, 1535, Öl auf Leinwand, 166 cm × 266 cm

Vor der Ausschmückung der Scuola wurde ihr von ihrem Mitglied Melio da Cortona Tizians Verkündigung von 1535 vermacht, die sich zunächst über dem Eingang zur Sala dell’Albergo befand, später im Treppenaufgang aufgehängt wurde. Das Motiv inspirierte Gerhard Richter 1973 zu seinem gleichnamigen Gemäldezyklus im Hirshhorn Museum and Sculpture Garden.

#### Geschichte der Ausstattung

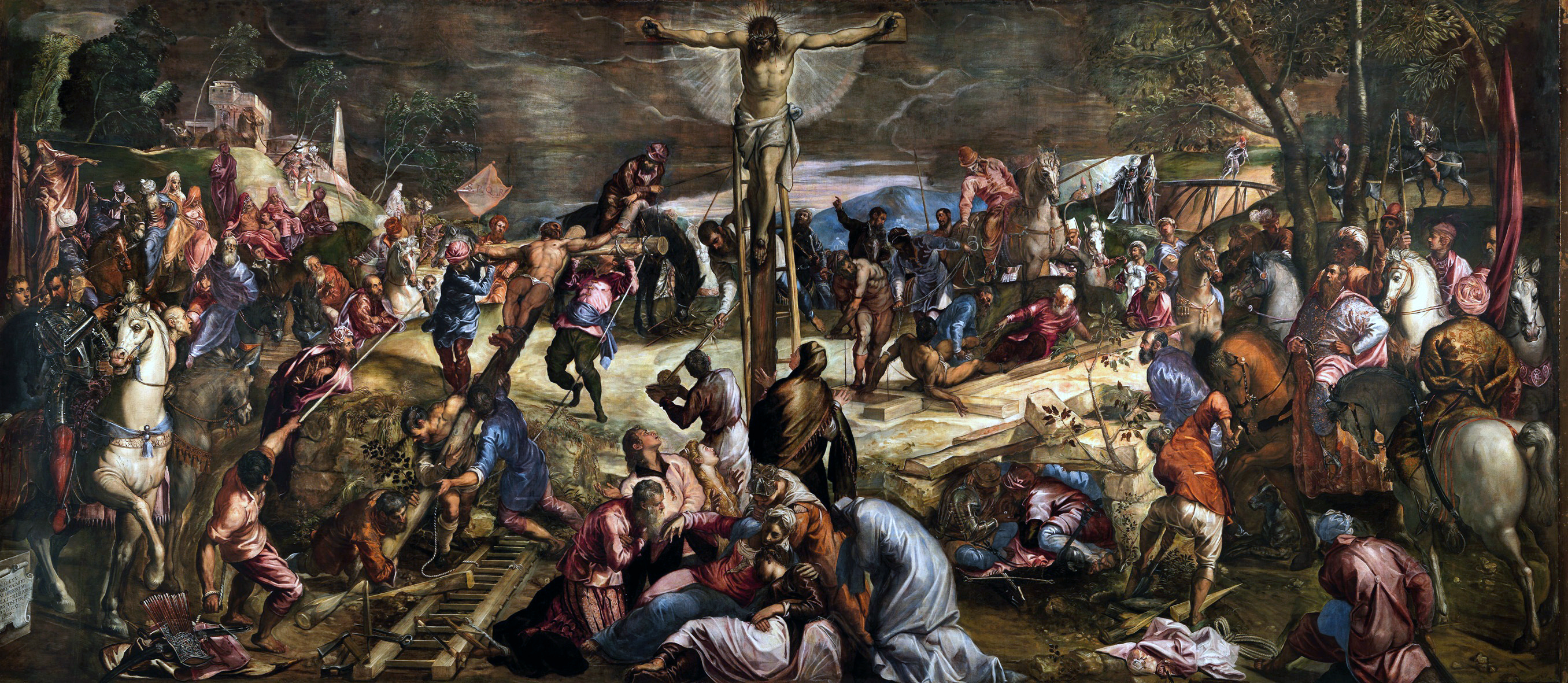
Jacopo Tintoretto: Die Kreuzigung

Am 24. Juli 1546 war beschlossen worden, die Sala dell’Albergo auszuschmücken, um den Reichtum der Scuola angemessen zu präsentieren. 1549 malte Tintoretto für die benachbarte Kirche San Rocco ein Gemälde, mit dem er sich auch für die Scuola als Maler empfahl. Tizian aktivierte seine Mitgliedschaft in der Bruderschaft und erbot sich, ein Bild für die Wand hinter der Sitzungstribüne zu malen. In einem erneuten Beschluss 1557 wurden für die Ausschmückung jährlich 200 Dukaten zur Verfügung gestellt für die Tintoretto 1559 einen kleineren Auftrag erhielt. 1564 wurde beschlossen die Decke auszumalen. Ein Wettbewerb unter den besten Künstlern Venedigs wurde nicht offiziell ausgeschrieben, da sich einige Mitglieder des Vorstandes für Tintoretto entschieden hatten, der der Schola am 22. Juni 1564 sein fertiges Bild vorstellte und damit den Auftrag, der ihn und seine Werkstatt bis an sein Lebensende beschäftigen sollte an sich gezogen hatte.

#### Die Wände der Sala dell’Albergo
Die Wände der Sala dell’Albergo werden von Leinwandgemälden Tintorettos mit Szenen der Leidensgeschichte Jesu geschmückt. Dem eintretenden Besucher gegenüber zeigt sich als erstes ein wandbreites Kreuzigungsbild. An der rückwärtigen Wand befinden sich, seitlich und über dem Türportal, ebenfalls Werke Tintorettos, von links Der Gang zum Kalvarienberg, Die Dornenkrönung und Christus vor Pilatus. Auf den hohen Fenster sind je ein Prophet abgebildet und rundum verläuft eine auf den Fußboden reichende und mit reichem Schnitzwerk versehene Täfelung.

#### Die Decke der Sala dell’Albergo
Die prächtige, vergoldete Kassettendecke der Sala dell’Albergo besteht aus Leinwandgemälden Tintoretto aus dem Jahre 1564 mit der ovalen mittigen „Glorie des hl. Rochus von Montpellier“. Um dieses Meisterwerk, das den größten Raum der Gemälde einnimmt, arrangierte Tintoretto zwanzig kleinformatige, kreis- oder ovalförmige Gemälde mit Putten, Jahreszeiten, Allegorien der großen Schulen Venedigs und Tugenden. An der Decke stellte Tintoretto auch, wie in der fast gleichzeitig entstandenen Decke für das Atrio Quadrato im Dogenpalast, die vier Jahreszeiten als Putten in üppiger für die entsprechende Jahreszeit passender Vegetation dar.

#### Werke Tintorettos in der Sala dell’Albergo
Deckengemälde

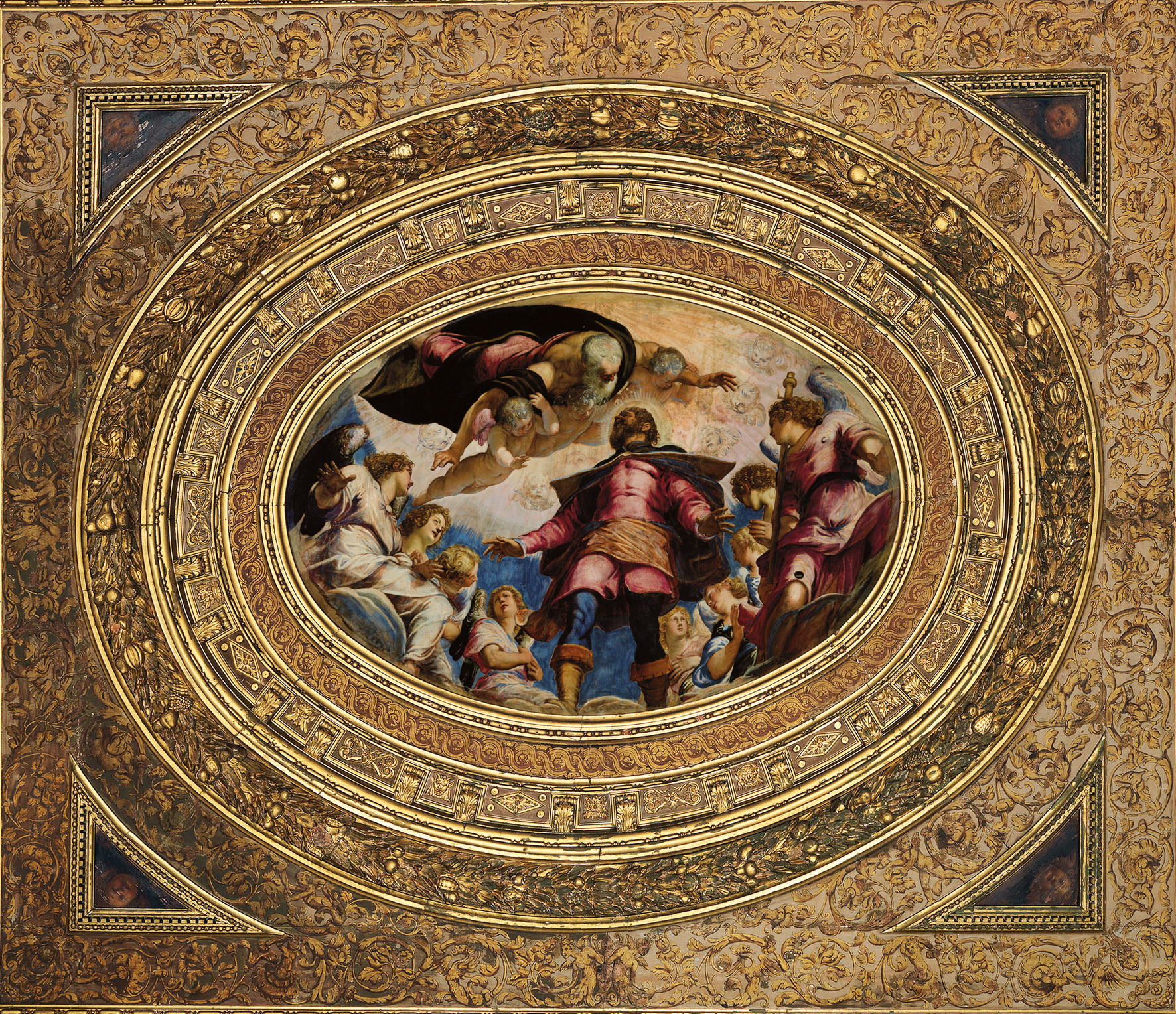
Glorie des hl. Rochus von Montpellier
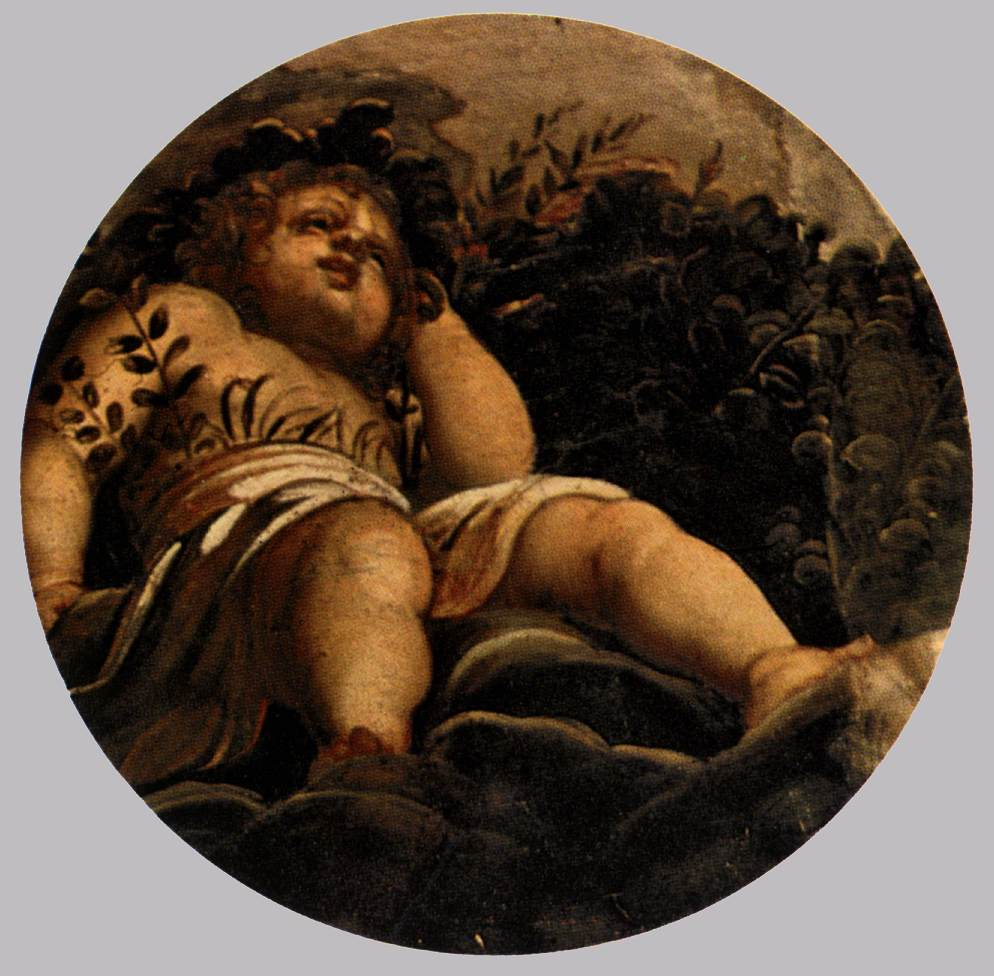
Frühling
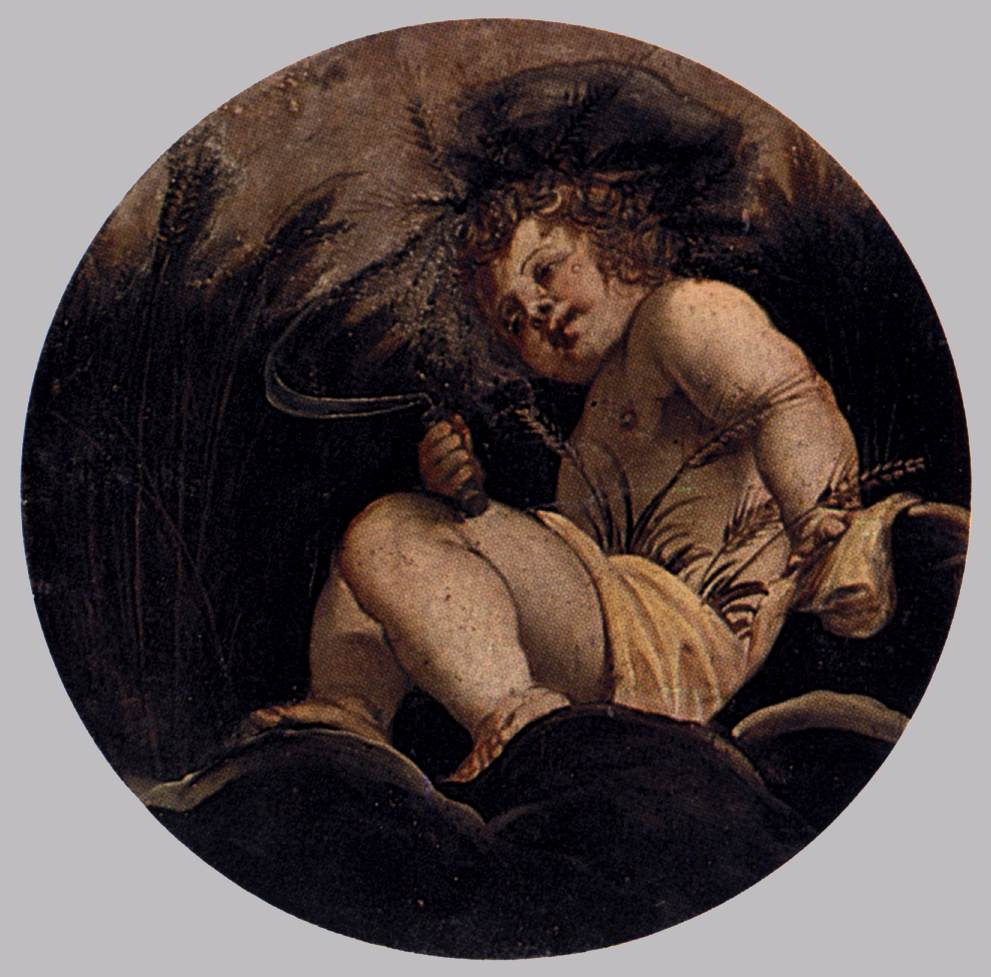
Sommer
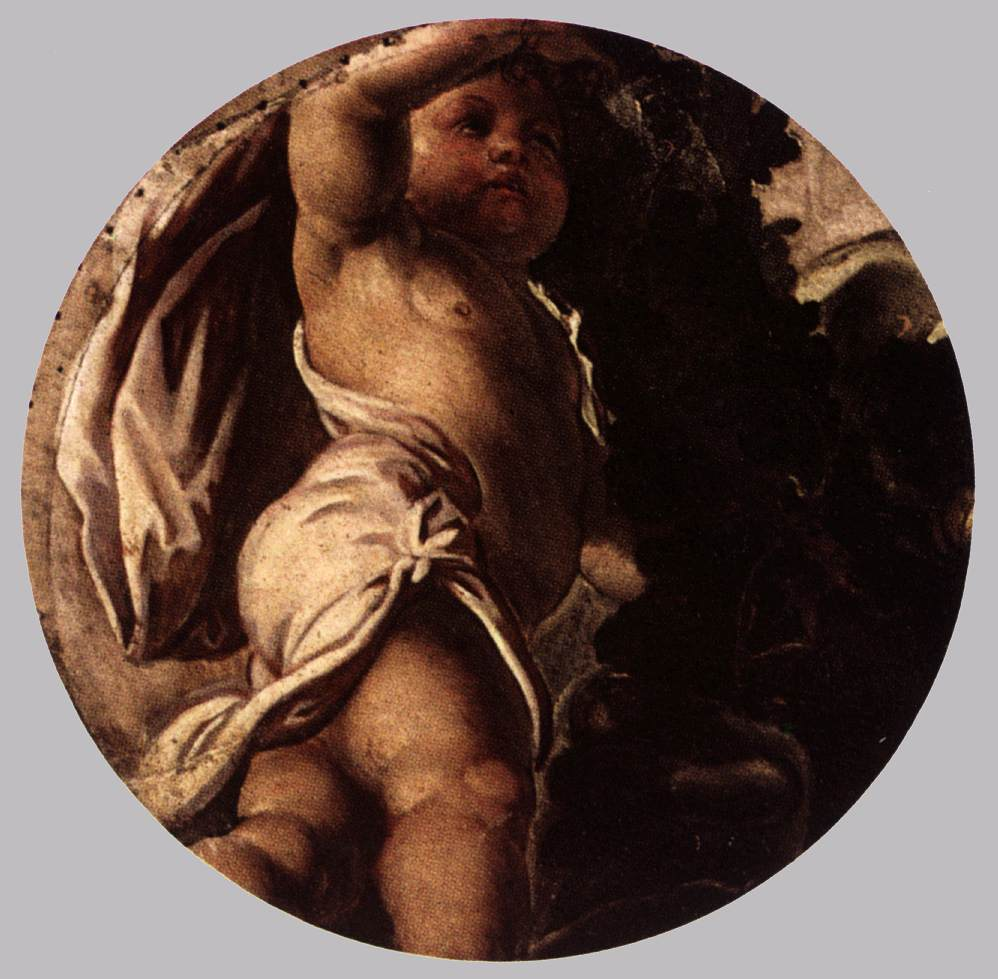
Herbst
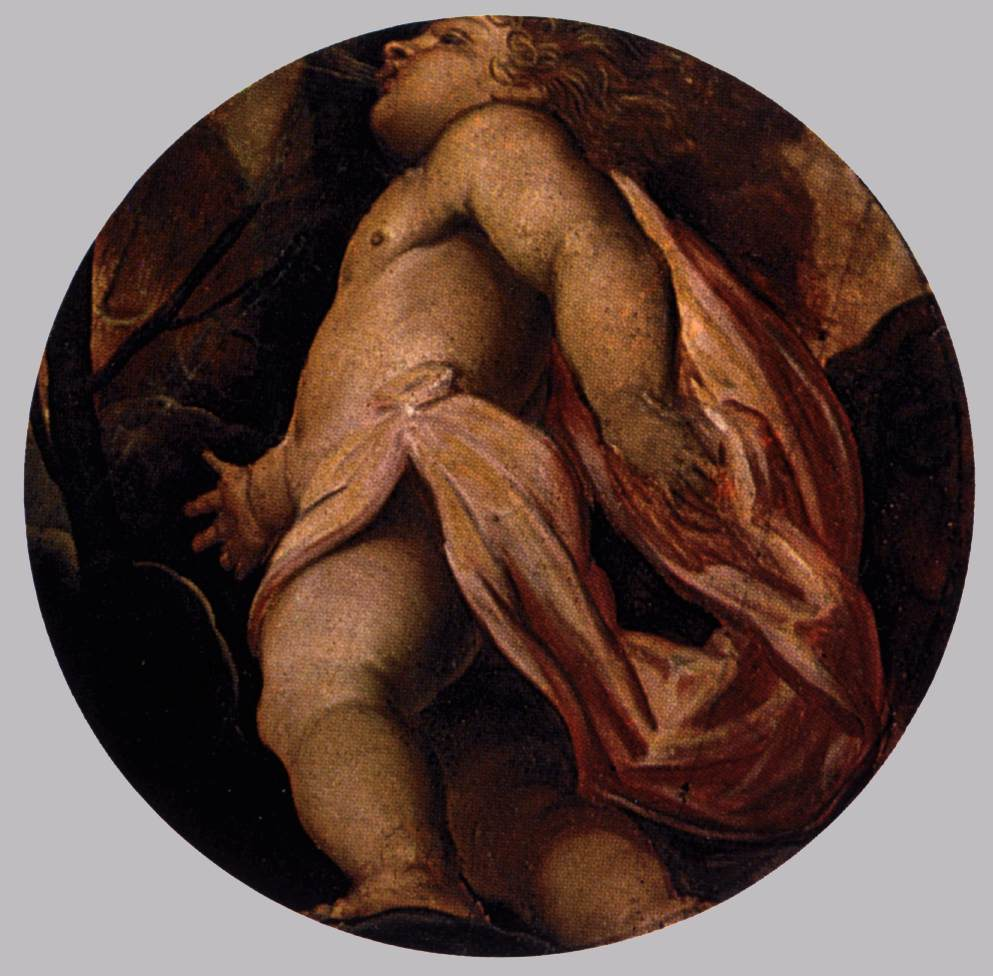
Winter

- Der Frühling
- Der Sommer
- Der Herbst
- Der Winter

- Allegorie der Scuola San Giovanni Evangelista
- Allegorie der Scuola della Miscordia
- Allegorie der Scuola di San Marco
- Allegorie der Scuola di San Teodoro
- Allegorie der Scuola della Carità

- Die Wahrheit
- Der Glaube
- Das Glück
- Die Güte
- Die Liberalität

- Weibliche Gestalten (Allegorien)

- Glorie des hl. Rochus von Montpellier
- Frühling
- Sommer
- Herbst
- Winter

Wandgemälde
- Drei Äpfel (Gemälde)

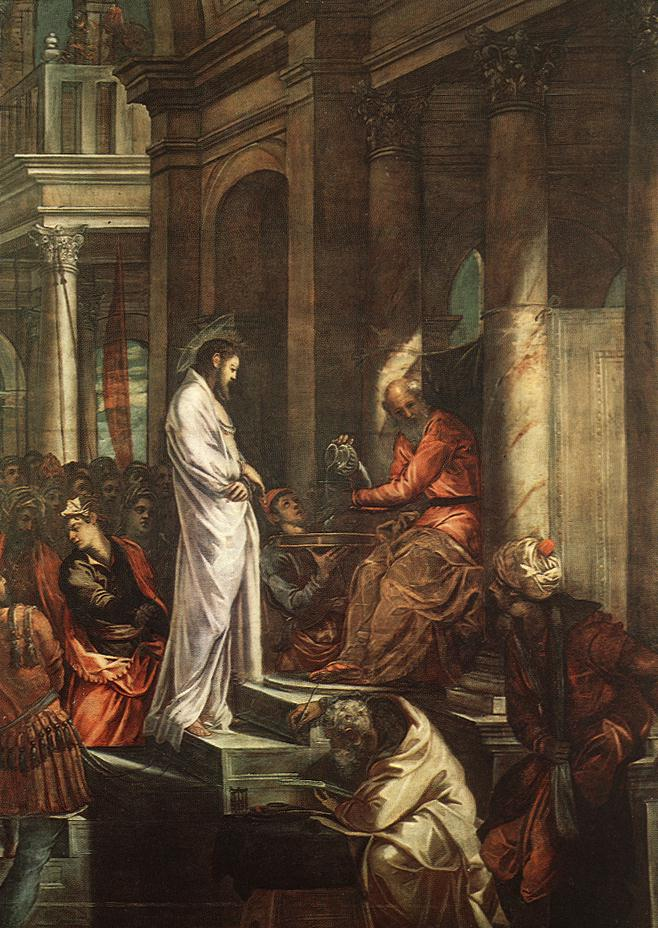
Christus vor Pilatus
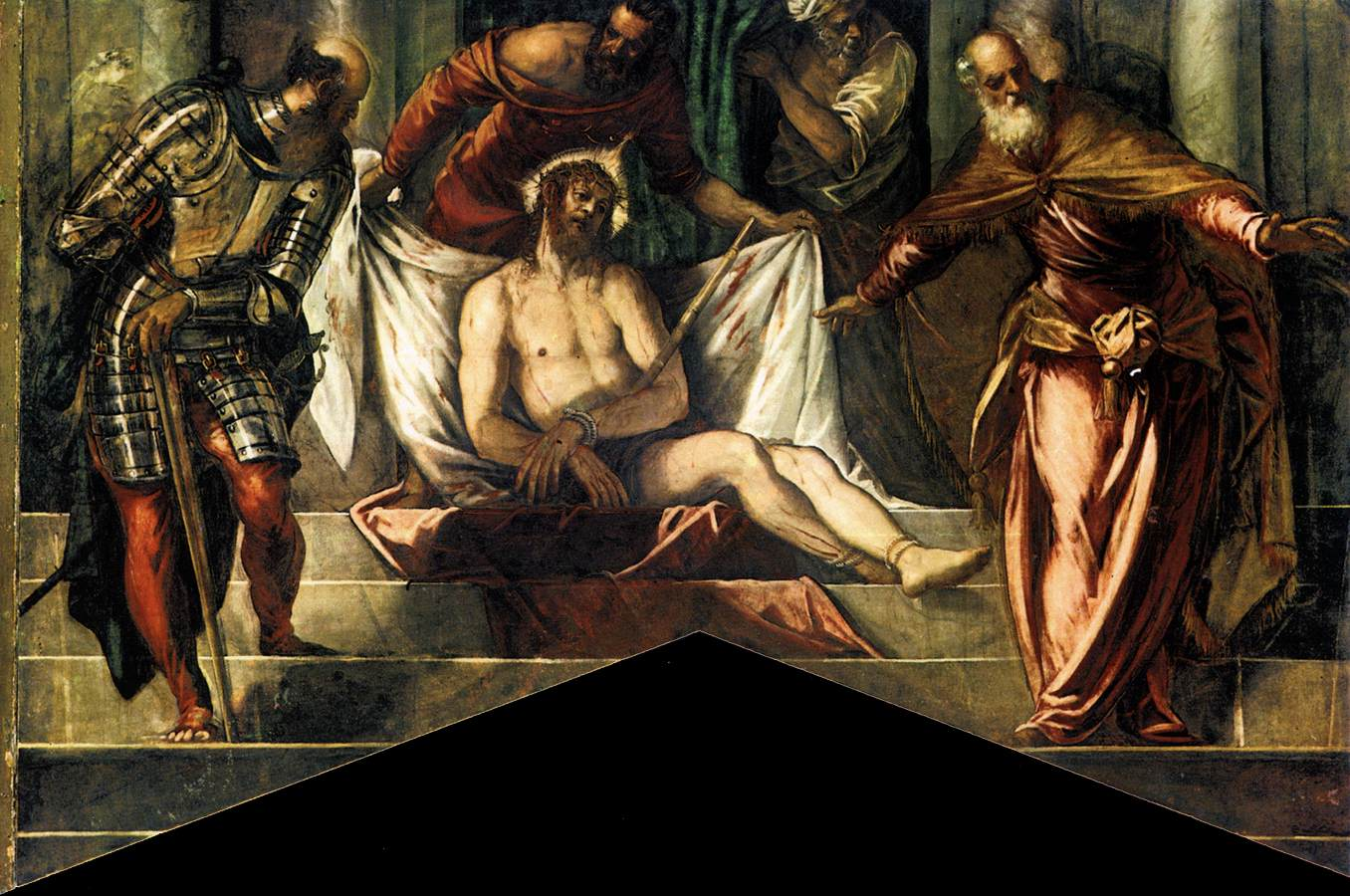
Die Dornenkrönung
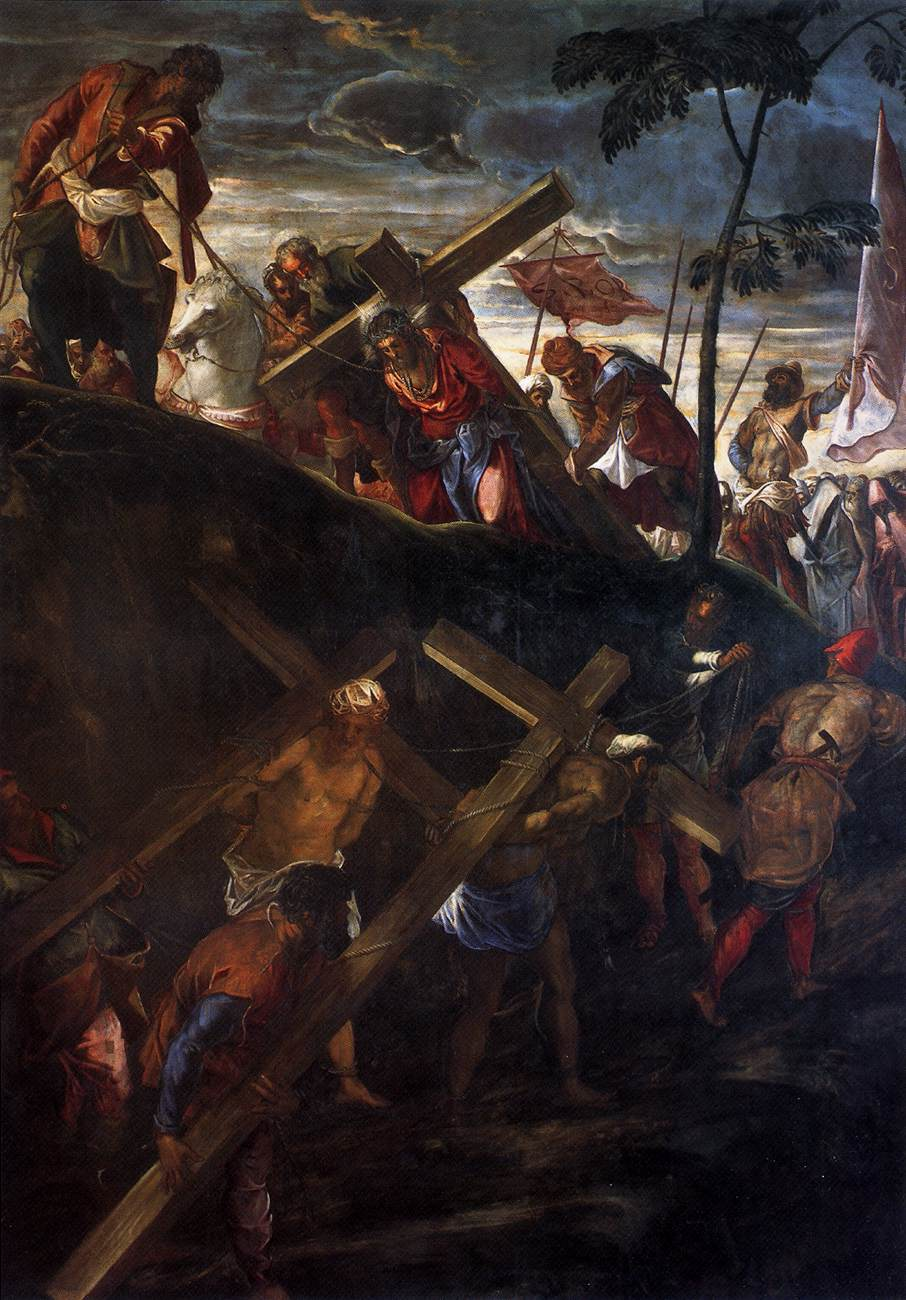
Der Gang zum Kalvarienberg
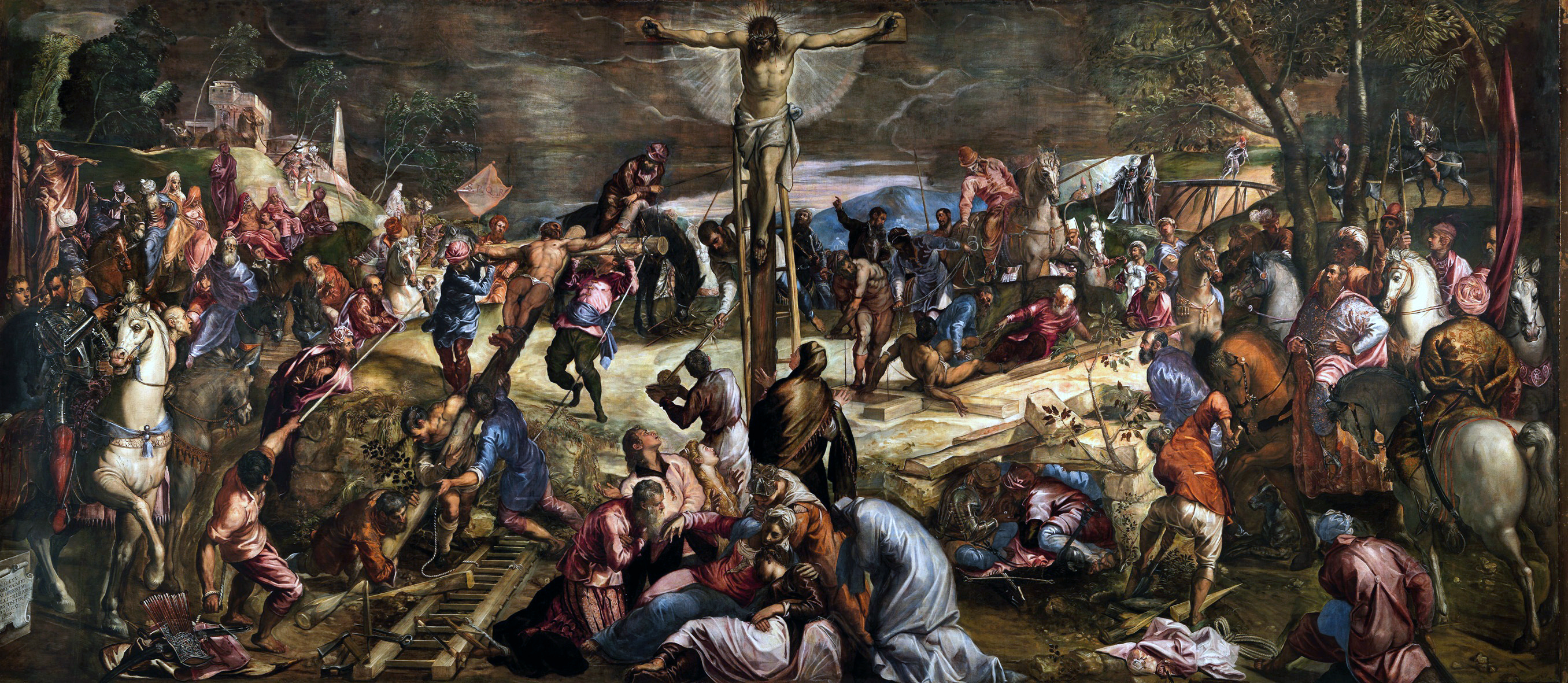
Die Kreuzigung
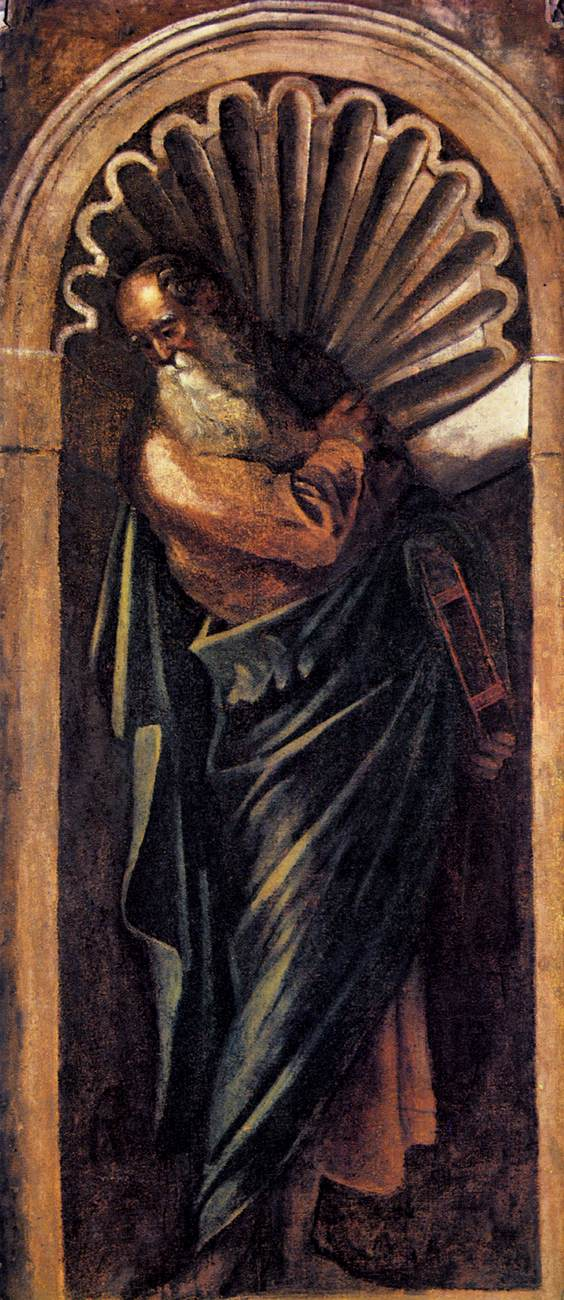
Prophet (1566–1567)
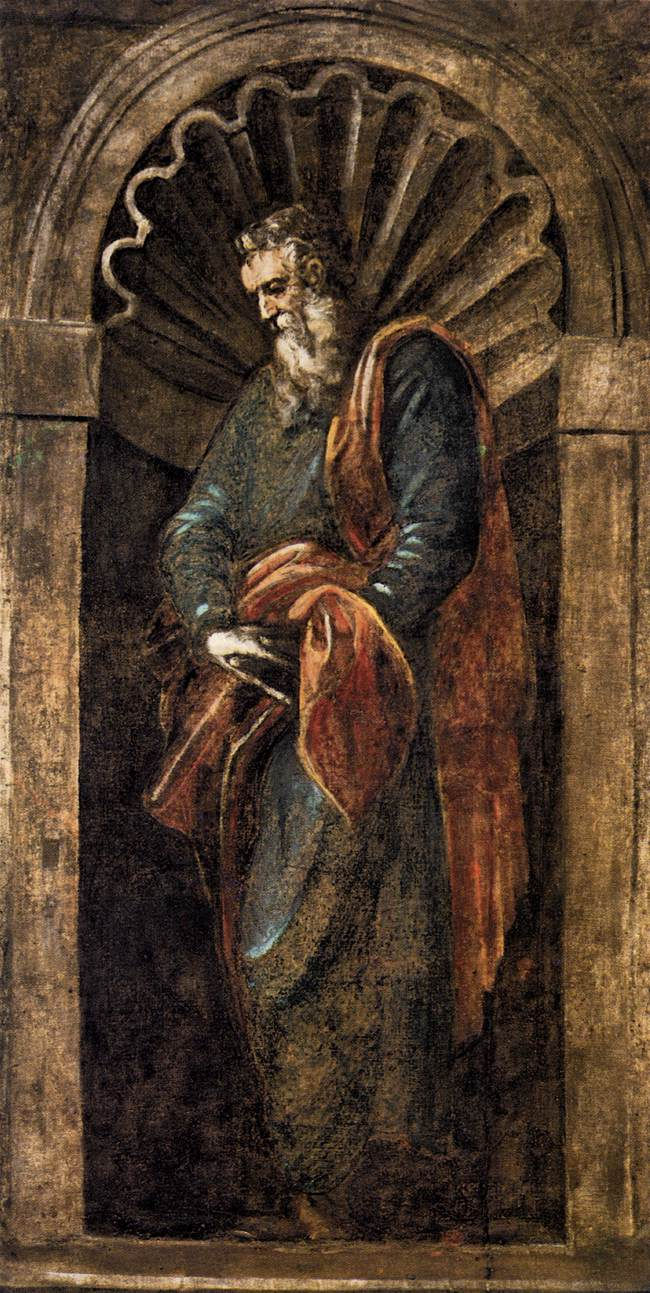
Prophet

- Christus vor Pilatus
- Die Dornenkrönung (Ecce Homo)
- Der Gang zum Kalvarienberg
- Die Kreuzigung
- Prophet (1566–1567)
- Prophet